# سرعت الکترون بلوخ
سرعت الکترون بلوخ یا سرعت گروهی یک الکترون در یک جامد بلوری است که به شکل یک موج بلوخ حرکت می‌کند. این سرعت نشان می‌دهد که چگونه انرژی و سیگنال‌های الکترومغناطیسی در جامد منتشر می‌شوند. سرعت الکترون بلوخ معمولاً با سرعت نور برابری می‌کند، در حالی که سرعت رانش الکترون بسیار کمتر است. سرعت الکترون بلوخ به ویژه در مدل‌سازی ساختار باند الکترونیکی و خواص نوری و الکترونیکی جامدات مهم است.
درشکل پایین تفاوت بین سرعت الکترون آزاد و سرعت الکترون بلوخ نشان داده شده است.
در اشکال بالا خواهیم دید که در (a) سرعت الکترون آزاد ودر (b) سرعت الکترون بلوخ چگونه عمل خواهد کرد.
سرعت الکترون بلوخ یک مفهوم فیزیکی است که در بررسی خواص جامدات، به خصوص جامدات بلوری، کاربرد دارد. با استفاده از سرعت الکترون بلوخ می‌توان ساختار باند الکترونیکی، طیف جذب و پراکندگی نور، انتقال حرارت و برق، و اثرات مغناطیسی را توصیف کرد. برخی از کاربردهای عملی سرعت الکترون بلوخ عبارتند از:
طراحی و بهینه‌سازی ترانزیستورها، دیودها، لیزرها، و سلول‌های خورشیدی که از جامدات نیمه‌رسانا ساخته شده‌اند.
اندازه‌گیری و کنترل خواص مغناطیسی هسته‌ای با استفاده از تشدید مغناطیسی هسته (NMR) و تصویربرداری با رزونانس مغناطیسی هسته‌ای (MRI).
تولید و کاربرد امواج تراهرتز که در ارتباطات بی‌سیم، امنیت، پزشکی، و آشکارسازی مواد مخدر و منفجره مورد استفاده قرار می‌گیرند.

## استفاده از الکترون بلوخ در حوزه‌های علمی
استفاده از الکترون بلوخ در حوزه‌های علمی بسیار گسترده است. در زیر به برخی از این حوزه‌ها اشاره شده است:
1. تصویربرداری الکترونی: الکترون بلوخ به عنوان یک منبع نوری بسیار قوی و با رزولوشن بالا در تصویربرداری الکترونی به کار می‌رود. این تکنولوژی در بسیاری از حوزه‌های علمی و صنعتی مانند فیزیک، شیمی، مهندسی مواد، زیست‌شناسی و پزشکی به کار می‌رود.
2. میکروسکوپ الکترونی: با استفاده از الکترون بلوخ، می‌توان ساختار دقیق و جزئیات ریز مواد را مشاهده کرد. این تکنولوژی در بسیاری از حوزه‌های علمی و صنعتی مانند فیزیک، شیمی، مهندسی مواد، زیست‌شناسی و پزشکی به کار می‌رود.
3. طیف نوری و تجزیه و تحلیل الکترواپتیک: الکترون بلوخ به عنوان یک ابزار قدرتمند برای تحلیل و بررسی مواد در طیف نوری و تجزیه و تحلیل الکترواپتیک به کار می‌رود.
4. فیزیک کوانتومی: در فیزیک کوانتومی، الکترون بلوخ به عنوان یک منبع الکترونی برای تولید الکترون‌های مورد نیاز در تجزیه و تحلیل ساختار ماده به کار می‌رود.
5. فیزیک پلاسما: در فیزیک پلاسما، الکترون بلوخ به عنوان یک منبع الکترونی برای تولید الکترون‌های مورد نیاز در تجزیه و تحلیل پلاسما به کار می‌رود.
6. فیزیک هسته‌ای: در فیزیک هسته‌ای، الکترون بلوخ به عنوان یک منبع الکترونی برای تولید الکترون‌های مورد نیاز در تجزیه و تحلیل ساختار هسته‌ای به کار می‌رود.